# Brekkott Chapman
Brekkott Chapman (Ogden, 7 aprile 1996) è un cestista statunitense.